# Черський Василь
Василь Черський (5 березня 1870, с. Вікно, Буковина, Австро-Угорщина — 30 листопада 1946, м. Відень, Австрія) — австрійський та український військовий діяч, отаман, командир 3-ї Бережанської та Гірської бригад УГА.

## Життєпис
Народився 5 березня 1870 на Буковині. Офіцер запасу австро-угорської армії, брав участь у Першій світовій війні. 

### В Українській Галицькій Армії
В першій половині жовтня 1918 року увійшов до складу українського Військового Комітету до якого входили також: Дмитро Вітовський, Никифор Гірняк, Іван Рудницький, Володимир Старосольський, Остап Баб'як, Любомир Огоновський, О. Караван, Дмитро Паліїв, Мирон Коновалець. Учасник боїв за Львів. Керував куренем полку ім. Князя Лева.
Із початком січня 1919 прибув до Старого Самбора з дорученням Начальної Команди організувати з двох бойових груп («Лютовиська» та «Старий Самбір») 1-шу Гірську Бриrаду. Штаб бриrади розташовувався в місті Турка, начальником штабу став Карл Шльоссер, ад'ютантом  Теодор Мартинець. Під час наступу польських військ 15-го травня 1919 Гірська бриrада була відрізана від головних сил 3-го корпусу та перейшла до Чехословаччини. Перебував разом із бригадою в таборі у Німецькім Яблоннім. Там над ним відбувся суд, оскільки командир бригади Василь Черський був звинувачений у відході з частиною з фронту. Виправданий за рішенням суду. 
В листопаді 1919 року разом із підполковником Володимиром Федоровичем та кількома старшинами виїхав в Україну для продовження військової служби, але був заарештований у Румунії. Залишився на Буковині і проживав з родиною в місті Кіцмань (у цьому місті він до Першої світової війни був начальником поштового уряду). Деякий час сидів у в'язниці, але згодом виїхав до Канади на роботу. Згодом повернувся назад. 
В часі Другої світової війни перебував у Відні, де і помер 30 листопада 1946 року та похований на місцевому цвинтарі.